# Ministro de Justicia y fiscal general de Canadá
El ministro de Justicia y fiscal general de Canadá (en francés: ministre de la justice et procureur général du Canada; en inglés: Minister of Justice and Attorney General of Canada) es una cartera de doble función en el Gabinete canadiense.
El ministro de Justicia (en francés: Ministre de la Justice) es el ministro de la Corona responsable del Departamento de Justicia y de la cartera de Justicia, y el fiscal general (en francés: Procureur général), litiga en nombre de la Corona y es el principal asesor jurídico del Gobierno de Canadá. (Aunque la mayoría de las funciones de enjuiciamiento del fiscal general se han asignado a la Fiscalía General de Canadá. En esta función, el fiscal general cuenta con el apoyo del director de la fiscalía.)

## Fiscal general de Canadá
Esta función se creó en 1867 para sustituir al fiscal general de Canadá Oeste y al fiscal general de Canadá Este.
El ministro de Justicia, miembro del Gabinete, es el máximo responsable de la fiscalía en Canadá. El ministro de Justicia se ocupa de cuestiones de política y su relación con el sistema judicial. En su función de fiscal general, es el principal funcionario jurídico de la Corona. Estas funciones han estado vinculadas desde la confederación. A raíz de la polémica suscitada por el asunto SNC-Lavalin, Anne McLellan fue designada para revisar las funciones y elaborar un informe sobre si debían separarse. McLellan recomendó que permanecieran unidas.
Este puesto en el gabinete suele estar reservado a alguien con una cualificación jurídica. Ha habido excepciones: Joe Clark sólo estudió el primer año de Derecho en la Universidad de Dalhousie antes de trasladarse a la Facultad de Derecho de la Universidad de Columbia Británica y abandonar los estudios para embarcarse en la vida política.
Esta cartera del gabinete ha sido ocupada por muchas personas que llegaron a ser primer ministro, como John Sparrow David Thompson, R. B. Bennett, Louis St Laurent, Pierre Elliott Trudeau, John Turner, Kim Campbell y Jean Chrétien (Clark se convirtió en MoJAG (por su abreviación en inglés) después de su etapa como primer ministro). Se trata del único Ministerio canadiense (aparte del del Primer Ministro) que no ha sido reorganizado desde su creación en 1867.
El ministro de Seguridad Pública (antes conocido como «fiscal general»), un cargo independiente del gabinete, administra los organismos encargados de hacer cumplir la ley (policía, prisiones y seguridad) del gobierno federal.